# Pieter Post
Pieter Jansz Post (Haarlem, 1 de mayo de 1608-La Haya, 8 de mayo de 1669) fue un arquitecto, pintor e impresor neerlandés del Siglo de Oro.

## Biografía
Post fue bautizado en Haarlem, hijo de un pintor de vidrieras y hermano mayor del pintor Frans Post. Se le atribuye la creación del estilo de la arquitectura barroca holandesa, junto con su antiguo colaborador Jacob van Campen. Juntos diseñaron la Mauritshuis en La Haya. Según Houbraken, fue un famoso arquitecto que presentó a su hermano Frans a Mauricio de Nassau, príncipe de Orange, mientras trabajaba en los planos de la Mauritshuis.
Se convirtió en miembro de la Guilda de San Lucas de Haarlem en 1623 en pintor y arquitecto del estatúder Federico Enrique de Orange-Nassau. Fue el supervisor desde 1640 para las nuevas incorporaciones al Palacio Noordeinde en La Haya. Desde 1645 fue arquitecto de Federico Enrique para el Palacio Huis ten Bosch, donde trabajó junto con Jacob van Campen. Murió en La Haya a la edad de 61 años. Su hijo Maurits fue arquitecto, su hijo Johan Post pintor y su hija se casó con el anatomista y coleccionista Frederik Ruysch. Su nieta Rachel Ruysch fue una famosa pintora de flores.